# (13977) Frisch
(13977) Frisch est un astéroïde de la ceinture principale.

## Description
(13977) Frisch est un astéroïde de la ceinture principale. Il fut découvert le 29 avril 1992 à Tautenburg par Freimut Börngen. Il fut nommé en honneur de Karl von Frisch. Il présente une orbite caractérisée par un demi-grand axe de 2,47 UA, une excentricité de 0,19 et une inclinaison de 15,7° par rapport à l'écliptique.